# Калхун (округ, Джорджия)
Калху́н (англ. Calhoun County) — округ штата Джорджия, США. Население округа на 2000 год составляло 6320 человек. Административный центр округа — город Морган.

## История
До 1838 года эти земли входили в состав Территории народа Чероки, состоявшей de facto под протекторатом США. Здесь, в посёлке Уткалога (Oothcaloga), родился в 1806 г. будущий бригадный генерал армии конфедератов Стенд Уэйти. 
В 1838 году почти все чероки были депортированы на Запад. Массовая депортация, из-за непродуманных действий армии США (руководил «операцией» генерал Уинфилд Скотт) и суровости условий, получила название «Дорога слёз», более 4 тысяч умерли по дороге и в лагерях. Депортация чероки в привела к временному запустению прежде обжитого региона.
Современный округ Калхун основан 20 февраля 1854 году. Назван был в честь 7-го вице-президента США Д. К. Кэлхуна. 

## География
Округ занимает площадь 725.2 км2.

## Демография
Согласно Бюро переписи населения США, в округе Калхун в 2000 году проживало 6320 человек. Плотность населения составляла 8.7 человек на квадратный километр.